# Tzununiha
Tzununiha var en av de första kvinnorna i mytologin hos Mayafolket i Mexiko. Hon var maka till Mahucutah.